# Afrixalus wittei
Afrixalus wittei là một loài ếch trong họ Hyperoliidae. Tên tiếng Anh của nó là De Witte's spiny reed frog. Nó được tìm thấy ở Angola, Cộng hòa Dân chủ Congo, Tanzania, và Zambia.
Các môi trường sống tự nhiên của chúng là xavan ẩm, vùng đất ẩm có cây bụi nhiệt đới hoặc cận nhiệt đới, đồng cỏ nhiệt đới hoặc cận nhiệt đới vùng ngập nước hoặc lụt theo mùa, đầm nước, đầm nước ngọt có nước theo mùa, đất canh tác, vùng đồng cỏ, vườn nông thôn, ao, và kênh đào và mương rãnh.